# Kößlarn
Kößlarn je městys v německé spolkové zemi Bavorsko, v zemském okrese Pasov ve vládním obvodu Dolní Bavorsko.
Žije zde přibližně 1 900 obyvatel.

## Poloha
Sousední obce jsou: Bad Birnbach, Bayerbach, Ering, Malching, Rotthalmünster, Stubenberg a Triftern.